# Boomerang
O Boomerang é um canal de televisão digital, cabo e satélite americano que é de propriedade da subsidiária Warner Bros. Global Kids & Young Adults de propriedade da Warner Bros. Discovery. Originário como um spin-off do Cartoon Network (que originou Boomerang como um bloco de programação em 1992), Boomerang é especializada em uma mistura de programas de desenhos animados antigos e novos de extensos arquivos da Time Warner com uma abordagem familiar, incluindo Looney Tunes, Tom e Jerry, as Meninas Superpoderosas e Scooby-Doo, juntamente com repetições de shows ainda em produção no Cartoon Network como Teen Titans Go! e O Incrível Mundo de Gumball. A partir de 1 de dezembro de 2021, deixou de ser transmitido na América Latina, sendo substituído pelo Cartoonito.

## História

### Origem e Lançamento

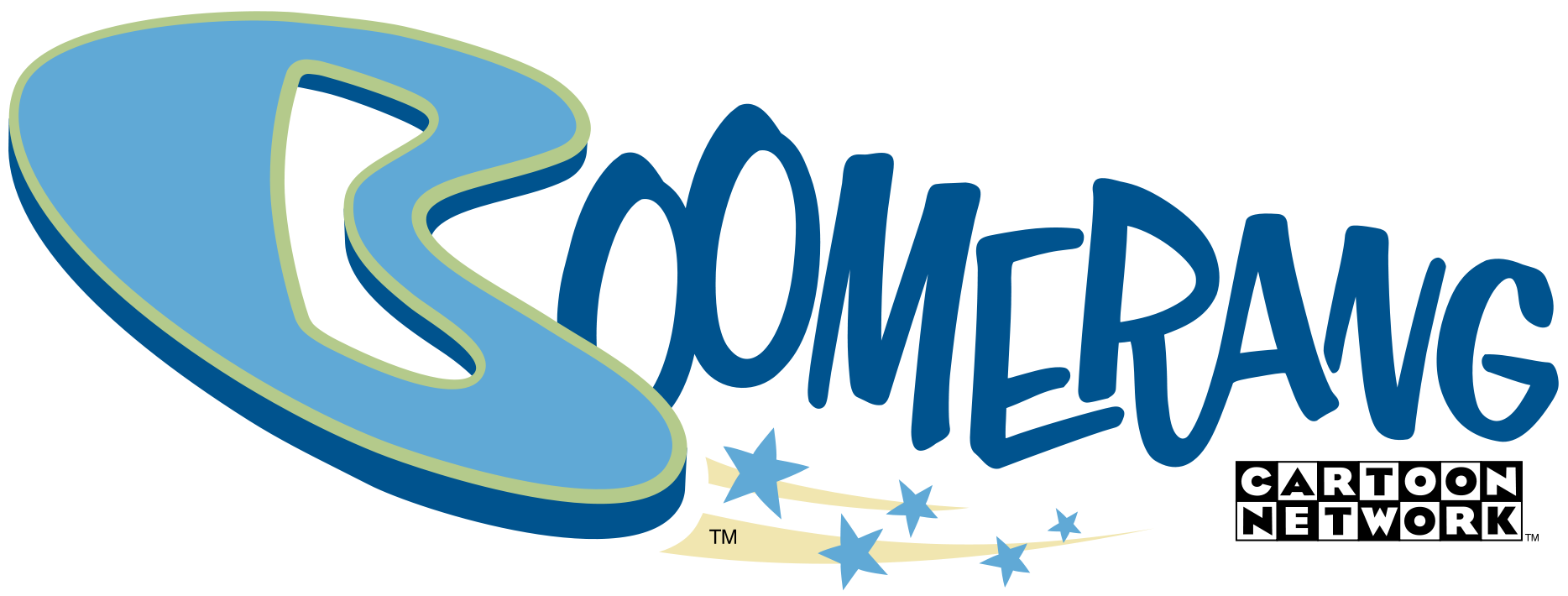
Logo anterior do canal, utilizado entre 2000 e 2015

Grande parte da programação que compunham o núcleo de programação do Boomerang era originalmente parte da Área de Desastres da TBS, um bloco de programação infantil que foi ao ar em 1997 a 1999. Boomerang tinha originado um bloco de programação no Cartoon Network, que estreou em 8 de dezembro de 1992, mas foi destinado para a geração dos Baby Boomers, e foi semelhante ao bloco de saudade Vault da Disney, que estreia cinco anos mais tarde, no Disney Channel. Ele foi ao ar durante quatro horas cada fim de semana, mas o tempo de início do bloco havia mudado com frequência. O bloco de sábado mudou-se para as tardes, depois de volta para o início da manhã, e o bloco de domingo mudou-se para as noites. Eventualmente, Boomerang foi encurtado por uma hora, reduzindo-o a partir de quatro horas a três cada fim de semana. Turner Broadcasting System eventualmente é convertida Boomerang em um canal a cabo independente que estreou em 1 de abril de 2000. O bloco de programação Cartoon Network foi reformatado para desenhos animados aéreos na produção durante um determinado ano (Os Flintstones e Manda Chuva para 1961, Os Apuros de Penélope Charmosa e Scooby-Doo para 1969, etc.). O bloco foi muitas vezes simulcast com o canal Boomerang nas manhãs de sábado até 2004. O canal Boomerang inicialmente tinha um simulcast realizadas num formato de programação looping que girava a cada semana.

### Nova identidade
Em 4 de fevereiro de 2014, Turner Broadcasting System anunciou que Boomerang iria se tornar um semi-anúncio-suportado com o Upfronts 2014, com a sua distribuição internacional adicionada e abrindo sua nova identidade visual em janeiro de 2015.
Em 19 de janeiro de 2015, a versão dos Estados Unidos do Boomerang foi relançada como parte de um esforço global para rebrand e oferecer programação original pela primeira vez; relançou o canal, que continuaria a enfatizar o seu arquivo de programação, mas com uma ênfase muito maior sobre as marcas mais populares de arquivo e explicitamente uma abordagem amigável e familiar, na esperança de que Boomerang pode se tornar um "segundo canal emblemática" igual ao seu canal principal Cartoon Network.

### Cartoonito (2021-presente)
Em 29 de outubro de 2021 na América Latina, clientes da Sky Brasil receberam a informação de que o Boomerang passaria a se chamar Cartoonito, que é o mesmo nome do bloco de programação da versão americana do Cartoon Network e uma marca da plataforma de streaming HBO Max (atualmente Max) cuja programação é totalmente focada no público pré-escolar. A mudança passou a valer no dia 1.° de dezembro.

Logotipo do Cartoonito usado atualmente. 2021 - Presente

Posteriormente, a empresa de telecomunicações argentina Telered comunicou a mudança para o resto do continente.

## Programas
A programação foi dirigida pelos desenhos animados antigos nos anos de 1940 até o final do século XX, produzidos pelo Cartoon Network, Hanna-Barbera, MGM, Paramount Pictures, Warner Bros., entre outros. Atualmente são exibidas na noite de sua programação. Embora a sua programação foi originalmente destinado a transmitir desenhos animados antigos, começou a adicionar alguns desenhos mais recentes nos últimos anos. Em 1 de janeiro de 2012, o canal começou a exibir os episódios de Puppy in My Pocket, que terminou em fevereiro de 2013. Em 17 e 24 de novembro de 2012, foi ao ar, novos episódios de Ben 10: Omniverse, antes da sua transmissão no canal irmão Cartoon Network. Boomerang reintroduziu a série de curtas de animação Wedgies, Boomerang também começou a exibir em 2013. Teen Titans Go! e O Incrível Mundo de Gumball foram transmitidas em 1 de dezembro de 2014, ao lado de sua transmissão no Cartoon Network. Numb Chucks, foi a primeira transmissão da televisão per pago nos Estados Unidos, foi exibido em 10 de janeiro de 2015, depois de inicialmente ter sido anunciado para o Cartoon Network.

## Versões internacionais
Boomerang, originalmente criado como um canal a cabo nos Estados Unidos, tem se expandido em todo o mundo. Cada uma destes canais será feed globalmente em 2015, sob uma marca unificada para refletir, um canal focado para a família.